# Paratilapia
Paratilapia là một chi cá trong họ Cichlidae, chỉ có 2 loài, phân bố ở Madagascar. Hiện chúng là chi duy nhất trong phân họ Paratilapiinae.